# KOMAEAM椙本滋のごぜんさま木曜日
『KOMAEAM 椙本滋のごぜんさま木曜日』は（コマエエーエム すぎもとしげるのごぜんさまもくようび）は、狛江ラジオ放送（通称コマラジ）で毎週木曜午前8時から10時55分（JST）に生放送されているワイド番組。パーソナリティは椙本滋。アシスタントは北澤友梨枝（きたざわゆりえ）。

## 概要
コマラジ朝ワイドの帯番組「KOMAE AM（コマエエーエム）」の木曜日枠として、2020年7月2日放送開始。
コミュニティFMとして地域の情報を発信し、リスラジを通じて、狛江の魅力を全国に発信することを番組コンセプトにしている。キャッチフレーズは「日本の良さとちょっとひねった懐かし音楽をお届け！聴いてるあなたの口角をほんのり上げたい！和洋折衷温故知新でちょっぴりおバカな3時間」
テーマ曲はザ・ベンチャーズ「ハワイ・ファイブ・オー」。

## 主なコーナー
「狛江かるた」を作ろう！
番組冒頭、椙本と北澤が考えた狛江にまつわるかるたのネタを週替わりで披露する。リスナーからのネタも募集している。
温故知新だ！寺子屋侍コマえもん！
椙本扮するキャラクター、貧乏旗本の三男坊コマえもんが師匠となって、日本文化や狛江の歴史を筆子役の北澤友梨枝に講義する形で展開するコーナー。スパルタをモットーとするコマえもんは、時折、筆子に問題や質問を投げかけ、間違えると問答無用で斬りつける演出が入る。
教えて！今さら聞けない神様のはなし
深大寺総社の青渭神社宮司で、レギュラーゲストの鴨志田邦彦に神道のエピソードや由来を解説を交え話をするコーナー。
二番目じゃダメですか？
日本で面積が二番目に小さい狛江市にちなんで、注目がされにくい二番、二位にスポットを当てて掘り下げるコーナー。
引かば推せ！押さば推せ！友梨枝の推し相撲！
大相撲をこよなく愛する北澤友梨枝が、旬の力士や気になったエピソードを北澤目線で伝え、お相撲を好きになってもらおうというコーナー。
今週の狛江市北澤!?
エンタメコーナー。北澤友梨枝がお勧めしたい映画やドラマや演劇などを紹介。作品を観た感想を、川柳または短歌にまとめる。
コマンの木曜事件簿（仮）
番組から誕生した、こまえ非公認ご当地キャラ「コマンちゃん」が、リスナーの身近な悩みや事件・素朴な疑問を、少年名探偵のようにかっこよく事件を解決するコーナー。答えは的外れなことが多い。